# Adolf Galland
Adolf Joseph Ferdinand Galland (Westerholt, 19 marzo 1912 – Remagen, 9 febbraio 1996) è stato un generale e aviatore tedesco.
Gli vennero accreditate 104 vittorie aeree conseguite contro gli Alleati occidentali, con i reparti JG 27 e JG 26.
Venne nominato generale della Luftwaffe, grado che mantenne dal dicembre del 1941 al dicembre del 1944.
Galland divenne celebre durante la seconda guerra mondiale, che lo consacrò come uno dei maggiori "assi" dell'aviazione.
In seguito ad alcuni contrasti con Hermann Göring, venne rimosso dagli incarichi operativi e fu ostracizzato dai principali gerarchi nazisti. La situazione cambiò il 10 gennaio del 1945, allorché Galland divenne comandante dello Jagdverband 44 con aerei a reazione (Messerschmitt Me 262).
Catturato dalle forze armate statunitensi il 14 maggio del 1945, venne imprigionato e rimase in carcere fino al 1947. Successivamente lavorò nel settore tattico della Royal Air Force e dal 1948 al 1955, così come molti altri gerarchi tedeschi, si trasferì in Argentina dove divenne assistente della crescente industria bellica di quella nazione. Nonostante i suoi trascorsi, Galland ricevette numerosi attestati di stima ed amicizia da suoi ex avversari quali Robert Stanford Tuck, Johnnie Johnson e Douglas Bader, il pilota della R.A.F. senza gambe, per il quale, prigioniero in Germania durante la guerra, aveva organizzato una tregua per fargli paracadutare da un bombardiere inglese le protesi che aveva perso.

## Biografia
- 9 marzo 1912: nasce a Westerholt, Vestfalia. Secondo di 4 fratelli da Adolf e Anne Galland;
- 12 febbraio 1932: diploma presso la scuola Hindenburg in Buer;
- 27 febbraio 1932: come pilota di un aliante, stabilisce un record locale rimanendo in volo per più di 2 ore;
- 15 febbraio 1934: assegnato al 10º Reggimento di fanteria di stanza a Dresda per un primo addestramento militare;
- 12 marzo 1935: trasferito al 1º Stormo caccia a Döberitz.

Figlio di un grande proprietario terriero discendente da una famiglia di ugonotti francesi andati in Germania al tempo della revoca dell'editto di Nantes. Si diplomò all'Hindenburg Gymnasium di Buer nel 1932 e successivamente lavorò per la più grande compagnia aerea tedesca, la Deutsche LuftHansa (DLH). Membro della Luftwaffe dal 1933, completò il proprio addestramento in Italia e durante la guerra civile spagnola fu capitano nella squadra aerea della Legione Condor.

## Carriera militare
Guerra civile spagnola

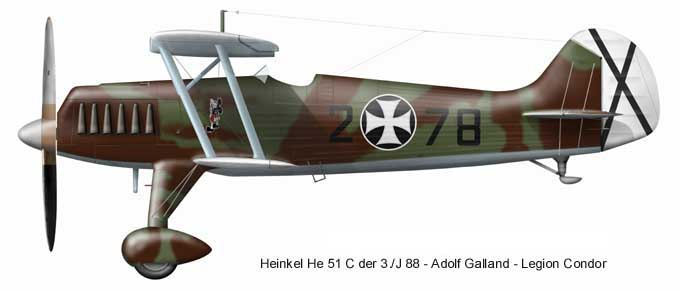
L'Heinkel He 51 C del 3./J 88 Legione Condor pilotato da Adolf Galland durante la guerra civile spagnola.

- 8 maggio 1937: giunge a Ferrol, al comando del 3./J 88 Legione Condor - Squadriglia Mickey Mouse;
- 6 giugno 1939: Croce Spagnola in Oro con Spade e Diamanti per le sue imprese nella guerra aerea.

Seconda guerra mondiale
- 1º ottobre 1939: promosso Hauptmann (capitano).
- 10 giugno 1940: trasferito al reparto da caccia Jagdgeschwader 26 (JG 26) in qualità di capitano, e con il comando del III Gruppo.
- 18 luglio 1940: promosso Major (maggiore) ed insignito della Croce di Cavaliere.
- 1º agosto 1940: insignito della Croce di ferro.
- 22 agosto 1940: Geschwaderkommodore del JG 26.

Appena prima dello scoppio della seconda guerra mondiale, Galland fu promosso Hauptmann e prese parte a 50 missioni di attacco al suolo nell'invasione della Polonia con la 4.(S)/LG 2 equipaggiato con l'Henschel Hs 123: uno "Stuka biplano" dal 1º settembre 1939 in poi. Nel febbraio 1940 fu trasferito nel Jagdgeschwader 27 (JG 27) come aiutante. Il 10 maggio 1940, la Wehrmacht invase il Lussemburgo, i Paesi Bassi, il Belgio e la Francia, sotto il nome in codice di Fall Gelb. Il terzo giorno dell'offensiva, 12 maggio, vicino a Liegi, Belgio, Galland ottenne le sue prime due vittorie su degli Hawker Hurricane della RAF. I due aerei appartenevano al No 87 Squadron RAF. Gli Hurricane scortavano dei Bristol Blenheim dei No. 15 e 107 Squadron che erano decollati dalla base RAF di Wattisham, in Suffolk, per colpire dei ponti nei Paesi Bassi, nei pressi di Maastricht.
A sette chilometri ad ovest di Liegi, in Belgio, ad una quota di circa 4.000 m, Galland scorse una formazione di Hurricane a circa mille metri sotto di lui. Preso dall'impazienza, sparò quasi alla massima distanza. Riuscì comunque a colpire il caccia Hawker a lui più vicino. Il pilota britannico fece dei goffi tentativi di disimpegnarsi, ma al secondo attacco di Galland, l'Hurricane precipitò perdendo pezzi dalle ali. "Sbucarono dal sole con un vantaggio di quota e non li vidi arrivare", ricordava il Sgt Frank "Dinky" Howell del No. 87 Squadron, la prima "vittima" di Galland. "Ci fu un improvviso rumore e frammenti che volavano e l'abitacolo era pieno di cordite bruciata." "Il mio primo abbattimento fu un gioco da ragazzi" ricordò in seguito Galland. "Una macchina eccellente e la fortuna erano state dalla mia parte. Ed un pilota da caccia, per avere successo, ha bisogno di entrambe". Impaziente di aumentare il numero degli aerei da lui abbattuti, Galland inseguì uno degli Hurricane che si erano dispersi dopo il suo attacco. Lo raggiunse a bassa quota e lo abbatté. Il pilota, il canadese Flg Off Jack Campbell, restò ucciso nello schianto. Galland rivendicò il suo terzo abbattimento più tardi, nello stesso giorno, nel cielo di Tirlemont. Egli ritenne a lungo che i suoi nemici fossero Belgi, ma il piccolo contingente di Hurricane in servizio in quel Paese era stato distrutto al suolo durante le prime 48 ore di combattimenti senza mai riuscire ad entrare in azione.
Il 29 maggio, Galland tornò a St.Pol con il suo Messerschmitt coperto d'olio rivendicando l'abbattimento di un Bristol Blenheim sul mare. Ma l'aereo avrebbe potuto essere uno dei bombardieri del No. 21 Squadron che riuscì a tornare alla base ed effettuò un atterraggio a carrello retratto.
Alla fine della Campagna francese totalizzò 14 vittorie. Il 1º agosto 1940 Galland divenne il terzo pilota di caccia ad essere insignito della Croce di Cavaliere (Ritterkreuz des Eisernen Kreuzes). Dal giugno 1940, Galland come Gruppenkommandeur del III./JG 26, combatté la Battaglia d'Inghilterra pilotando un Messerschmitt Bf 109 "Emil" dalle basi del Passo di Calais. In luglio, Galland venne promosso Major. Galland fu premiato con la Croce di Ferro il 25 settembre per i suoi 40 abbattimenti.

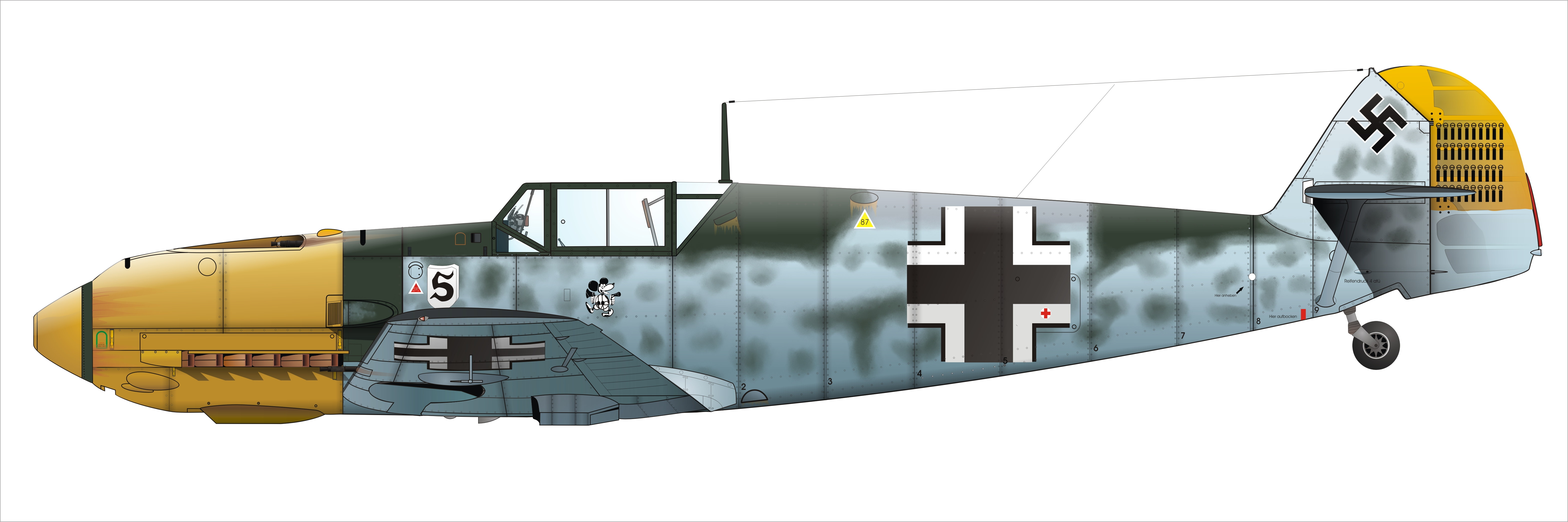
Messerschmitt Bf 109 E-4 di Adolf Galland, estate 1940, Stab/JG 26

Verso metà agosto, l'insoddisfazione di Göring per il rendimento dei caccia lo spinse a rimpiazzare i comandanti degli stormi caccia pre-bellici con le giovani e più promettenti leve. Il 22 agosto Galland rimpiazzò così il maggiore Gotthard Handrick e divenne Geschwaderkommodore del JG 26. Alla fine del 1940, aveva già ottenuto 58 vittorie. Promosso a Oberstleutnant, Galland continuò a comandare il JG 26 nel 1941 contro gli squadroni da caccia della RAF nel Nord Europa. Galland fu abbattuto e leggermente ferito da un Spitfire del 303 Squadron il 21 giugno 1941. Lo stesso mese fu premiato con la Croce di Cavaliere con Fronde di Quercia e Spade.
Nel novembre 1941, dopo aver ottenuto la sua 94ª vittoria ufficiale, fu scelto dal comandante della Luftwaffe Hermann Göring per comandare la forza da caccia tedesca come General der Jagdflieger, rimpiazzando il famoso asso Werner Mölders che era morto da poco in un incidente aereo (il quale aveva a sua volta preso il posto di un'altra leggenda dell'aviazione tedesca, Ernst Udet). La promozione fece di Galland il più giovane Generalleutnant in Germania, nonché il più giovane militare europeo ad essere giunto al grado di generale dopo Napoleone. Non essendo più in volo operativo, organizzò l'efficiente protezione aerea per il Canale della Manica delle corazzate tedesche Scharnhorst e Gneisenau e l'incrociatore Prinz Eugen.
Nel 1942, Galland volò su uno dei primi prototipi del Messerschmitt Me 262, il primo caccia a reazione operativo nel mondo. Dopo il volo, descrisse così le sue impressioni: "Era come se un angelo ti stesse spingendo..." e divenne un entusiasta sostenitore di questo aereo. Durante il 1943 Galland fu maggiormente impegnato con la difesa aerea del Reich dal crescente numero di bombardamenti diurni dell'USAAF. Come Generale del Jagdflieger, aveva a sua disposizione un piccolo numero di Fw-190 operativi. Tra il 1942 e il 1944 effettuò circa una dozzina di missioni di combattimento e probabilmente a inizio 1944 guadagnò due ulteriori vittorie contro i bombardieri pesanti B-17 dell'USAAF, sebbene in un'occasione fu vicino all'essere abbattuto da uno dei caccia di scorta dell'USAAF.
Alla metà del 1944, le disastrose perdite accusate dalla Luftwaffe costrinsero Galland, in accordo e col sostegno del ministro degli armamenti Albert Speer, a scegliere attentamente un'ultima riserva di 1 000 piloti e aerei da impiegare per la difesa dello spazio aereo tedesco e, di conseguenza, a salvaguardia degli impianti industriali e della loro produzione. Galland e Speer partivano dal presupposto che, essendo i nuovi aerei a reazione dotati di scarsa autonomia, era preferibile per la Luftwaffe farli operare nel proprio spazio aereo: il tempo tattico sarebbe aumentato, per contro sarebbe sceso quello alleato e gli aviogetti tedeschi, già avvantaggiati dalla loro superiore velocità, avrebbero certamente prevalso sulla scorta dei bombardieri alleati e poi sulle stesse formazioni da bombardamento. Per contro si sarebbe abbassato il tempo tattico degli Alleati e, infine, i tedeschi avrebbero avuto l'ulteriore vantaggio di poter recuperare gli aerei danneggiati e i piloti abbattuti, perché sarebbero caduti nel territorio controllato dai loro. Si trattava sostanzialmente di qualcosa di molto simile alla battaglia d'Inghilterra, ma a ruoli invertiti.
Come sottolineò Galland nelle sue memorie, sull'Inghilterra la Luftwaffe era stata penalizzata da un tempo tattico per i Bf-109 di soli venti minuti su ottanta di autonomia e la mancanza di serbatoi supplementari aveva impedito d'ampliare il raggio d'azione della caccia tedesca di quei duecento o trecento chilometri che, a suo giudizio, sarebbero stati cruciali. Adesso si trattava di fare come gli inglesi nel 1940. Speer e Galland erano certi che agendo così l'offensiva aerea angloamericana sarebbe stata interrotta o, almeno, molto ridimensionata, per cui l'industria tedesca sarebbe stata ancora in grado di produrre armamenti sufficienti almeno a reggere l'urto alleato e, forse, a consentire alla Germania d'arrivare a una pace negoziata. Comunque il progetto non trovò l'approvazione di Hitler e la riserva di aerei e piloti da caccia costituita da Galland venne utilizzata e dissolta durante la fallimentare offensiva delle Ardenne.
Le critiche spesso aperte, dirette e ripetute del suo superiore Hermann Göring, portarono Galland ad allontanarsi dalla gerarchia Nazista. Nel gennaio 1945, fu sollevato dal comando e messo agli arresti domiciliari a seguito della "rivolta dei piloti da caccia", un gruppo formato dai più decorati piloti della Luftwaffe fedeli a Galland che si scontrarono con il Reichsmarschall Göring con una lista di richieste per la sopravvivenza del loro servizio, e la loro preoccupazione per la mancanza da parte del Reichsmarschall di comprensione e della sua riluttanza ad appoggiare i suoi piloti contro le accuse di codardia e tradimento. L'Oberkommando der Luftwaffe nominò il più politicamente accettabile Gordon Gollob a succedergli come General der Jagdflieger. Sebbene professionalmente contemporanei, Gollob e Galland avevano un'antipatia reciproca, e dopo che Galland aveva rimosso Gollob dal suo staff personale quest'ultimo cominciò a raccogliere prove da usare contro Galland, con dei resoconti sui suoi giochi clandestini, i suoi rapporti con le donne e l'uso a scopo privato della Luftwaffe.
Galland fu rispedito al fronte con disonore, e fu inizialmente assegnato al comando di una Staffel (squadriglia) del Jagdgeschwader 54 (JG 54), a quel tempo bloccato dietro le linee Sovietiche in Curlandia. Comunque, fu presto incaricato di formare l'unità d'élite Jagdverband 44 (JV 44) nel marzo 1945. Fu autorizzato a prelevare molti formidabili experten, inclusi Johannes Steinhoff, Heinrich Bär e Gerhard Barkhorn. Galland guidò la JV 44 fino alla sua ultima missione il 26 aprile 1945 quando venne ferito in uno scontro aereo con un Republic P-47 Thunderbolt USAAF statunitense e subì la frattura di un ginocchio a seguito dell'abbattimento del suo Me 262.
Il comando fu trasferito a Bär, ma Galland era preoccupato per i suoi uomini. Il primo maggio 1945 Galland cercò di entrare in contatto con l'USAAF per negoziare una resa per i piloti della JV 44 con le forze Alleate. Questa cosa era molto pericolosa, perché in quei giorni unità delle SS vagavano per le città e la campagna giustiziando chi stava considerando la resa. Gli americani chiesero a Galland di portare la sua unità di Me 262 in un campo volo controllato dalla USAAF. Galland rifiutò, citando cattivo tempo e problemi tecnici. In realtà, Galland non aveva intenzione di consegnare gli aviogetti Me 262 agli americani. Galland nutriva la convinzione che l'Alleanza occidentale sarebbe stata presto in guerra contro l'Unione Sovietica, e voleva unirsi alle forze americane per usare la sua unità in un futuro conflitto per liberare la Germania dall'occupazione comunista. Galland quindi rispose, comunicando agli americani dove si trovasse e offrendo la sua resa, non appena giunsero all'ospedale di Tegernsee, dove era ricoverato. Galland terminò la guerra con 104 vittorie in 705 missioni e la Croce di Cavaliere con Fronde di Quercia, Spade e Diamanti, una delle più importanti decorazioni di guerra tedesche. Le sue vittorie dichiarate erano tutte contro gli alleati occidentali, e ne includono 7 con il Me 262. Le sue vittorie comprendono 55 Spitfire, 30 Hurricane e 5 aerei dell'aeronautica militare francese. Tutte le 7 vittorie ottenute con il Me 262 erano contro aerei statunitensi.
Il 14 maggio del 1945, Galland fu trasferito in volo in Inghilterra ed interrogato da personale della RAF sulla Luftwaffe, la sua organizzazione, il suo ruolo in essa e questioni tecniche. Galland tornò in Germania il 24 agosto ed imprigionato a Hohenpeißenberg. Il 7 ottobre, Galland fu riportato in Inghilterra per ulteriori interrogatori. Galland fu rilasciato definitivamente il 28 aprile 1947.

## I contrasti con Göring
Nel libro di Albert Speer: "Memorie del terzo Reich" (1970) si testimonia di una accesa conversazione tra Galland e Göring a seguito del rapporto di Galland a Hitler circa l'incursione in territorio tedesco di bombardieri statunitensi scortati da caccia. In quell'occasione Galland espresse il proprio parere riguardo all'imminente intensificarsi di tali operazioni dato il costante incremento dell'uso dei serbatoi supplementari degli aerei da caccia anglo-americani. L'incremento di autonomia conseguente avrebbe dato ai caccia avversari la possibilità di scortare in profondità i bombardieri. Immediatamente dopo il rapporto, Göring accusò Galland di insinuare nella mente del Führer idee balzane. Alla risposta di Galland che invitava il Reichsmarschall a recarsi ad Aquisgrana per prendere visione delle carcasse dei caccia abbattuti, Göring diede l'ordine ufficiale di far nascondere gli aerei alleati abbattuti che erano stati rinvenuti presso tale città.
Nel febbraio del 1954 si sposò con Sylvinia von Donhoff, dalla quale poi si separò. Nel 1957 pubblicò la sua autobiografia "I primi e gli ultimi" (Die Ersten und die Letzten, un best seller che vendette più di due milioni di copie) e nel 1984 convolò in seconde nozze con Heidi Horn che gli rimase vicina fino alla morte.